# Sebastian Dudek
Pour les articles homonymes, voir Dudek.
Sebastian Dudek, né le 19 janvier 1980 à Żary, est un footballeur professionnel polonais. Il occupe le poste de milieu de terrain.

## Palmarès
- Vainqueur de la Coupe de la Ligue : 2009
- Champion de Pologne : 2012
- Vainqueur de la Coupe de Pologne : 2014